# Affaire Bygmalion
Le texte peut changer fréquemment, n’est peut-être pas à jour et peut manquer de recul. 
Le titre et la description de l'acte concerné reposent sur la qualification juridique retenue lors de la rédaction de l'article et peuvent évoluer en même temps que celle-ci.
L'affaire Bygmalion, dite aussi l'affaire des comptes de campagne de 2012, est une affaire politico-financière française. Nicolas Sarkozy aurait tenté, via un système de fausses factures avec l'agence Bygmalion, de masquer les dépassements de frais de sa campagne à l'élection présidentielle française de 2012. Le scandale a mis en lumière d'autres affaires liées à l'agence Bygmalion.
L'affaire Bygmalion débute le 27 février 2014, lorsque l'hebdomadaire Le Point accuse Jean-François Copé, alors président de l'UMP, d'avoir favorisé l'agence de communication Bygmalion (créée en 2008 par deux proches de Jean-François Copé) pendant la campagne de Nicolas Sarkozy pour les présidentielles de 2012. Le 14 mai, le quotidien Libération révèle que certaines des prestations facturées 18 millions d'euros à l'UMP n'auraient jamais eu lieu, soulevant des interrogations sur l'utilisation de ces fonds. Le 26 mai, l'avocat de Bygmalion confirme l'émission de 10 millions d'euros de fausses factures à la demande de l'UMP. Selon le journal Le Monde, l'émission de fausses factures aurait visé à masquer des dépassements de frais lors de la campagne présidentielle de 2012. Après avoir consulté la « comptabilité secrète » de Bygmalion, Mediapart révèle que le dépassement serait en fait de 17 millions d'euros.
Jean-François Copé démissionne de la présidence de l'UMP le 15 juin 2014, poussé par les ténors du parti. Il bénéficie d'un non-lieu par la suite. Des proches de Jean-François Copé quant à eux, sont condamnés par la justice dans une autre affaire liée à Bygmalion, pour favoritisme dans des marchés publics.
Une instruction se déroule entre 2014 et 2016 et se termine par le renvoi en correctionnelle de 14 personnes dont Nicolas Sarkozy. Après plusieurs reports, le procès pour « financement illégal de campagne électorale » se tient à partir du 20 mai 2021. Le 30 septembre 2021, Nicolas Sarkozy est condamné à un an de prison ferme, aménagé en détention à domicile sous surveillance électronique. Le 14 février 2024, la cour d'appel confirme la culpabilité et prononce une peine de douze mois d'emprisonnement dont six avec sursis, également aménageables. L'ancien président se pourvoit en cassation, pour un jugement attendu courant 2025.

## Faits

### Règles de financement d'une campagne présidentielle
L'affaire Bygmalion se situe lors de l'élection présidentielle française de 2012, visant à élire le président de la République française pour un mandat de cinq ans. La campagne officielle a débuté le 20 mars 2012, au lendemain de l'annonce de la liste des candidats par le Conseil constitutionnel.
Le plafond de dépenses pour le premier tour était de 16,851 millions d'euros remboursables au maximum à 47,5 %, soit 8,004 millions d'euros. Les candidats qui ont obtenu moins de 5 % des suffrages exprimés reçoivent un remboursement maximal de 4,75 % du plafond, soit 0,8 million d'euros. Au second tour, le plafond était de 22,509 millions d'euros remboursables au maximum à 47,5 %, soit 10,692 millions d'euros.
Le 31 juillet 2012, sont publiées dans le Journal officiel les dépenses de chaque candidat, comptabilisées par la Commission nationale des comptes de campagne et des financements politiques (CNCCFP).
Le 19 décembre 2012, la CNCCFP rejette les comptes de campagne de Nicolas Sarkozy qui n'a déclaré que 21 339 664 euros alors que la commission est arrivée à une somme corrigée de 22 872 615 euros. Malgré un recours de Sarkozy contre cette décision, le rejet est confirmé le 4 juillet 2013 par le Conseil constitutionnel.
À la suite de cette décision, Jean-François Copé lance, en juillet 2013, une « souscription nationale », surnommée « Sarkothon », à l'issue d'un bureau politique extraordinaire. En deux mois, une somme de 11 millions d'euros de dons est ainsi récoltée par l'UMP, compensant l'invalidation des comptes de campagne.

### UMP, Bygmalion et campagne présidentielle de Nicolas Sarkozy
En février 2014, une enquête du magazine Le Point, accusant la société Bygmalion d'avoir surfacturé des prestations de la campagne présidentielle de Nicolas Sarkozy en 2012, met en cause les liens d'amitié entre les deux dirigeants de l'entreprise et Jean-François Copé, secrétaire général puis président de l'UMP.
Le 24 mai, Libération révèle qu'il s'agirait en fait de près de 70 conventions plus ou moins fictives qui auraient été facturées près de 18 millions d'euros. Le 26 mai 2014, Me Patrick Maisonneuve, avocat de la société, déclare que Bygmalion s'est vu « imposer » des factures litigieuses « à la demande » de la direction de l'UMP, et explique que les fausses factures seraient un montage pour dissimuler les dépassements de frais de Nicolas Sarkozy lors de la campagne présidentielle de 2012. Le même jour le directeur de cabinet de Jean-François Copé et ex-directeur de campagne adjoint de Nicolas Sarkozy, Jérôme Lavrilleux, reconnaît sur la chaîne BFM TV qu'« il y a eu un dérapage sur le nombre […] d'événements organisés dans le cadre de cette campagne » et qu'une partie des coûts de la campagne a été transférée sur les comptes de l'UMP car « c'est impossible de faire une campagne électorale avec 22 millions d'euros », mais que « ni Copé, ni Sarkozy n'ont été mis au courant des dérives » et qu'il « n'y a pas eu d'enrichissement personnel » dans l'affaire. Le même jour, les policiers anti-corruption de Nanterre se présentent au siège de la société Bygmalion, de l'UMP, ainsi que du micro-parti de Jean-François Copé, Génération France. Dominique Dord, ancien trésorier de l'UMP, émet des réserves concernant les allégations de Jérôme Lavrilleux, et rappelle que le « clan Sarkozy » conteste aussi cette version. C'est notamment le cas de Christian Estrosi et de Nathalie Kosciusko-Morizet. Au cours de l’enquête, Franck Attal, patron d'Event et Cie, une filiale de Bygmalion, déclare aux policiers que Bastien Millot et Guy Alves avaient accepté la proposition faite par Jérôme Lavrilleux et Éric Cesari, de « rentrer dans l'irrégularité » par ce système de fausses factures, ce que Guy Alves confirme aux enquêteurs.
Le 27 avril 2017, la cour d’appel de Paris confirme la condamnation en diffamation du magazine Le Point, qui avait accusé en février 2014 Jean-François Copé d'avoir volé l'UMP. Son directeur au moment des faits, Franz-Olivier Giesbert, est condamné à 1 500 euros d'amende et les journalistes Mélanie Delattre et Christophe Labbé, à 1 000 euros chacun.

## Enquêtes

### Enquête préliminaire
Le 5 mars 2014, une enquête préliminaire pour faux, abus de confiance et abus de biens sociaux est ouverte par le parquet de Paris.
En mai 2014, Libération révèle que l'UMP a payé, pendant la campagne de Nicolas Sarkozy en 2012, 20 millions d'euros à Bygmalion, et affirme que certains des événements rétribués n'ont jamais eu lieu. La filiale de Bygmalion, Event & Cie, fait l'objet d'une enquête préliminaire pour « faux, abus de biens sociaux et abus de confiance ».
Le 1er juin, Le Journal du dimanche révèle l'existence d'une double facturation au sein de la société Bygmalion et de sa filiale Event & Cie. Ces factures montrent que le coût des meetings de Nicolas Sarkozy s'élève à 19 millions d'euros dont 14 millions auraient été facturés à l'UMP pour des prestations fictives. Dans ce montage financier, le dépassement des comptes de campagne de Nicolas Sarkozy s'élèverait à 11 millions. À la fin de la campagne, « l'UMP » aurait donné des dates et des noms pour des conventions supposées être réelles, afin de rédiger les factures litigieuses. Jérôme Lavrilleux affirme que Guillaume Lambert et Éric Cesari ont participé à la « ventilation des comptes ».
Le 17 juin, Mediapart indique avoir consulté la « comptabilité secrète » de Bygmalion, récupérée par la police judiciaire au cours d'une perquisition. Mediapart fournit le détail des différences entre les dépenses déclarées par Nicolas Sarkozy à la Commission nationale des comptes de campagne pour les meetings de sa campagne et ceux effectivement facturés. Il révèle que le dépassement serait de 17 millions d'euros et non de 11, ainsi que cela avait été annoncé après les élections européennes,. Le 20 juin, Mediapart publie l'intégralité des 58 fausses factures adressées à l'UMP par Event & Cie.

### Instruction
Le 27 juin, le parquet requiert « l'ouverture d'une information judiciaire contre "X" pour « faux et usage de faux », « abus de confiance », « tentative d'escroquerie » et « complicité et recel de ces délits » ». « Les faits présumés de faux et usage de faux concernent les factures émises » par Event & Cie, la filiale événementielle de Bygmalion. « L'« abus de confiance » concernerait, le possible détournement de fonds au préjudice de l'UMP. Quant à la tentative d'escroquerie, elle se réfère au fait qu'auraient été volontairement minorées les dépenses engagées à l'occasion de la campagne, afin de présenter des comptes susceptibles d'être validés par la Commission nationale des comptes de campagne et des financements politiques, puis par le Conseil constitutionnel ». « Ces comptes n'avaient finalement pas été validés, pour d'autres raisons, ce qui explique le chef de tentative d'escroquerie et non d'escroquerie ». Trois juges d'instruction du pôle financier ont été désignés, dont Serge Tournaire et Renaud Van Ruymbeke. Leurs investigations porteront sur l'année 2012, les dernières factures réglées par l'UMP à la filiale de Bygmalion semblant dater de novembre de cette année. Des investigations complémentaires portent en partie sur la connaissance qu'avait Nicolas Sarkozy de ces artifices comptables. Pierre Godet, l'expert-comptable signataire du compte de campagne, ainsi que Jean-François Copé, auraient averti le candidat du dépassement du plafond de dépenses ainsi que du trop grand coût des réunions publiques organisées pendant la campagne,,.
Le 1er octobre 2014, après deux jours de garde à vue, Bastien Millot et Guy Alves sont mis en examen pour abus de confiance, complicité de faux et usage de faux. Franck Attal, ex-patron de la filiale Event & Cie, est lui mis en examen pour faux et usage de faux. Le lendemain, Éric Cesari, ancien directeur général de l'UMP, Fabienne Liadze, ex-directrice financière de l'UMP, et Pierre Chassat, ex-directeur de la communication de l'UMP, sont interpellés et placés en garde à vue.
Le 4 octobre 2014, ils sont tous les trois mis en examen pour « faux, usage de faux et abus de confiance ».
Le 13 novembre 2014, le patron de Bygmalion, Guy Alves avoue publiquement sur France 2 (Complément d'enquête) avoir mis en place un système de double comptabilité à la demande de l'UMP pour masquer les dépenses de campagnes de Nicolas Sarkozy.
Lors de la présidentielle de 2012, Philippe Briand est le président de l'Association de financement pour la campagne de Nicolas Sarkozy. Les juges se demandent comment, en tant que trésorier, il n'a pas pu voir le dépassement de 18 millions de la campagne par ce dernier. À ce titre, les juges ont demandé la levée de son immunité parlementaire. Le bureau de l'Assemblée nationale annonce que celle-ci a été levée mercredi 21 janvier 2015.
Après 48 heures de garde à vue à l'office anti-corruption de la police judiciaire de Nanterre, Philippe Briand est déféré devant le juge d'instruction et mis en examen le 3 avril 2015 pour « usage de faux, escroquerie, recel d'abus de confiance et complicité de financement illégal de campagne électorale ».
Le 7 mai 2015, Franck Louvrier, ex-conseiller de Nicolas Sarkozy, est placé en garde à vue à l'Office anticorruption de la police judiciaire. Il est relâché après 10 heures d'audition, sans charge ni poursuites.
Le 26 octobre 2015, le parquet de Paris prend un réquisitoire supplétif pour étendre l'enquête sur la campagne de 2012 à d'autres dépenses suspectes (près de 10 millions d'euros) que celles liées à Bygmalion.
Le 16 février 2016, Nicolas Sarkozy est mis en examen pour « financement illégal de campagne électorale ». Il est par ailleurs placé sous le statut de témoin assisté pour les chefs d'usage de faux, escroquerie et abus de confiance.
Le 29 septembre 2016, France 2 diffuse dans Envoyé spécial un reportage sur l'agence Bygmalion qui montre le mécanisme pour d'une part, sous-facturer les prestations liées aux meetings du candidat Sarkozy afin de ne pas dépasser le plafond autorisé pour obtenir un remboursement de l’État d'une partie des frais et d'autre part, facturer à l'UMP le complément avec des fausses factures correspondant à des prestations fictives.
La cour d’appel de Paris a rejeté, jeudi 15 décembre 2016, les derniers recours des mis en examen dans l’enquête sur les fausses factures durant la campagne présidentielle de 2012 de Nicolas Sarkozy. Le 3 février 2017, le juge Serge Tournaire ordonne le renvoi devant le tribunal correctionnel de 14 personnes, dont Nicolas Sarkozy, à la différence de Jean-François Copé qui bénéficie d’un non-lieu et est définitivement blanchi dans cette affaire. Une question prioritaire de constitutionnalité est déposée par Nicolas Sarkozy, à propos du cumul entre la sanction de la CNCCFP et de l’enquête pénale. Le 17 mai 2019, le conseil Constitutionnel juge que la loi organique relative à l’élection présidentielle est bien conforme à la Constitution,.
Le 1er octobre 2019, La Cour de cassation a confirmé définitivement le renvoi en procès de Nicolas Sarkozy pour les dépenses excessives de sa campagne présidentielle de 2012. Un procès était suspendu depuis deux ans à la suite de nombreux recours,.

## Procès

### Procès en première instance
Le procès, qui devait avoir lieu initialement du 17 mars au 15 avril 2021 devant la 11e chambre du tribunal judiciaire de Paris, est reporté en raison de l'hospitalisation et de indisponibilité de l'avocat de Jérôme Lavrilleux, atteint du Covid19. Il s'ouvre le 20 mai suivant et se poursuit jusqu’au 22 juin 2021.
Le 17 juin 2021, le parquet requiert une peine d’un an de prison dont six mois avec sursis et 3 750 euros d’amende à l’encontre de Nicolas Sarkozy.
Les autres peines requises sont :
- Guillaume Lambert : 4 ans avec sursis, 50 000 euros d'amende ;
- Philippe Briand : 3 ans avec sursis, 80 000 euros d'amende ;
- Philippe Blanchetier : 3 ans avec sursis, 40 000 euros d'amende ;
- Jérôme Lavrilleux : 3 ans avec sursis, 50 000 euros d'amende ;
- Eric Cesari : 4 ans avec sursis, 60 000 euros d'amende ;
- Fabienne Liadzé : 3 ans avec sursis, 40 000 euros d'amende ;
- Pierre Chassat : 2 ans avec sursis, 25 000 euros d'amende ;
- Bastien Millot : 2 ans dont un avec sursis probatoire, 150 000 euros d'amende ;
- Guy Alvès, Sébastien Borivent et Franck Attal : 18 mois avec sursis, 100 000 euros d'amende ;
- Pierre Godet : 3 ans avec sursis, 60 000 euros d'amende ;
- Marc Leblanc : 2 ans avec sursis, 30 000 euros d'amende[49].

#### Jugement
Le jugement est rendu le 30 septembre 2021, prononcé par la présidente de la 11e Chambre correctionnelle du Tribunal de Grande Instance de Paris, Caroline Viguier . Toutes les peines de prison ferme sont assorties de la possibilité d'aménagement avec port d'un bracelet électronique.
- Nicolas Sarkozy, non présent à l'énoncé du jugement, est reconnu coupable de financement illégal de campagne électorale. Il est condamné à un an de prison ferme. Dans les minutes qui suivent, son avocat Thierry Herzog annonce aux médias que l'ancien Président de la République va faire appel de ce jugement[52], à ce jour il est donc toujours présumé innocent.
- Jérôme Lavrilleux est reconnu coupable d’abus de confiance et de complicité de financement illégal de campagne électorale. Il est condamné à trois ans de prison dont un avec sursis[53].
- Guillaume Lambert, est reconnu coupable de complicité de financement illégal de campagne électorale. Il est condamné à trois ans et demi de prison, dont deux avec sursis[54].
- Philippe Briand est reconnu coupable d'escroquerie. Il est condamné à deux ans de prison dont un an avec sursis. Il est également privé d’éligibilité pour trois ans[54].
- Bastien Millot est reconnu coupable de complicité d’usage de faux, complicité d’escroquerie et complicité de financement illégal de campagne électorale[55]. Il est condamné à trois ans de prison dont 18 mois avec sursis et 100 000 euros d'amende[56].
- Guy Alves est reconnu coupable de complicité de faux, d’usage de faux, d’escroquerie et de financement illégal de campagne électorale. Il est condamné à deux ans de prison, dont un an avec sursis, et 100 000 euros d'amende[55].
- Franck Attal, directeur adjoint de la filiale de Bygmalion, Event & Cie, chargée de l'organisation des meetings, est reconnu coupable des faits d’usage de faux. Il est condamné à deux ans de prison dont un an avec sursis, 100 000 euros d’amende, ainsi que l'interdiction de gérer une entreprise pendant 5 ans[57],[58].
- Eric Cesari est condamné à trois ans de prison dont deux fermes[55].
- Fabienne Liadzé est condamnée à trois ans de prison, dont dix-huit mois avec sursis, et une peine d’inéligibilité de cinq ans[55].
- Pierre Chassat est condamné condamné à trois ans de prison dont deux ans avec sursis pour abus de confiance, complicité d’escroquerie et financement illégal de campagne électorale. Il est également privé d’éligibilité pour cinq ans[54].
- Pierre Godet, l’expert-comptable de la campagne, qui a alerté à deux reprises Nicolas Sarkozy en mars et avril 2012 sur un probable dépassement du plafond mais a validé les comptes de campagne corrompus déposés devant le Conseil constitutionnel, est condamné à trois ans de prison dont dix-huit mois avec sursis, deux ans d’interdiction professionnelle et 60 000 euros d’amende[55].
- Le trésorier Philippe Blanchetier et l'expert-comptable Marc Leblanc, tous deux soupçonnés comme Pierre Godet d’avoir « parfaitement perçu le risque financier qu’entraînait le coût prohibitif des meetings », sont condamnés à trois ans de prison, dont dix-huit mois avec sursis, pour escroquerie et complicité de financement illégal de campagne électorale[54]. Ils écopent également d'une amende de 60 000 euros[57].
- Sébastien Borivent, ancien cadre dirigeant de Bygmalion, est condamné à deux ans de prison avec sursis et 100 000 euros d’amende pour complicité de faux, d’usage de faux, d’escroquerie et de financement illégal de campagne électorale[54].

### Procès en appel
Nicolas Sarkozy et treize autres personnes font appel,. Cependant, le parquet ne faisant appel qu'à l’encontre des condamnés contestant leur condamnation pénale, trois condamnations sont définitives : Bastien Millot et Sébastien Borivent car ces derniers n’ont fait appel que sur les intérêts civils et Philippe Briand qui n'a pas fait appel.
Le procès commence le 8 novembre 2023 et se déroule trois demi-journées par semaine, les mercredis et jeudis après-midi ainsi que le vendredi matin,. Le 24 novembre, Nicolas Sarkozy conteste vigoureusement toute responsabilité pénale lors de son procès en appel à la barre. Le 30 novembre, devant la cour d’appel de Paris, les avocats généraux Bruno Revel et Serge Roques, moins sévères que leurs homologues lors du premier jugement, ne demandent aucune condamnation d’emprisonnement ferme. Un an avec sursis est requis contre Nicolas Sarkozy, condamné à la peine maximale d’un an ferme le 30 septembre 2021 en première instance. Des peines de dix-huit mois à quatre ans avec sursis, ainsi que des amendes allant de 10 000 à 30 000 euros, sont demandées à l'encontre des neuf autres prévenus. Le 1er décembre, précisant que Nicolas Sarkozy n'était pas au courant des dépassements budgétaires, son avocat plaide sa relaxe.

#### Jugement
Le 14 février 2024, la cour rend sa décision, en expliquant avoir souhaité que les peines des prévenus incluent toutes une part de prison ferme, sauf pour les deux anciens dirigeants de Bygmalion, Guy Alvès et Franck Attal, car ils ont reconnu leur culpabilité :
- Nicolas Sarkozy est condamné à douze mois de prison dont six avec sursis, aménageables en détention à domicile sous surveillance électronique[65]. Il décide de se pourvoir en cassation[66].
- La peine de Jérôme Lavrilleux, condamné en première instance à trois ans de prison dont un avec sursis, est allégée à deux ans d’emprisonnement dont dix-huit mois avec sursis, assortie d’une inéligibilité de cinq ans[65]. Il ne souhaite pas se pourvoir en cassation[67].
- Eric Cesari voit également sa peine allégée : deux ans d’emprisonnement, dont 18 mois avec sursis, assortie de cinq ans d’inéligibilité, contre trois ans de prison, dont un avec sursis, en première instance[65].
- Fabienne Liadzé, condamnée à trois ans de prison dont dix-huit mois avec sursis en première instance, est finalement condamnée à deux ans d'emprisonnement, dont 18 mois avec sursis, avec un aménagement pour les six mois fermes[65].
- Guillaume Lambert, condamné à trois ans et demi de prison dont deux avec sursis en première instance, est finalement condamné à deux ans de prison dont 18 mois avec sursis, et cinq ans d’inéligibilité[65].
- Franck Attal, condamné à deux ans de prison dont un avec sursis en première instance, est finalement condamné à un an de prison avec sursis et une interdiction de gérer une entreprise pendant cinq ans[65].
- Guy Alvès, condamné à deux ans de prison dont un avec sursis en première instance, est finalement condamné à dix-huit mois de prison avec sursis et une interdiction de gérer une entreprise pendant cinq ans[65].
- Pierre Chassat, condamné en première instance à trois ans de prison dont deux ans avec sursis, est finalement condamné à deux ans, dont 18 mois avec sursis avec aménagement pour les six mois fermes et cinq ans d’inéligibilité[65].
- Le trésorier Philippe Blanchetier et les experts-comptables Pierre Godet et Marc Leblanc ont été condamnés en première instance à trois ans de prison, dont dix-huit mois avec sursis. Marc Leblanc n'est pas allé au bout de sa procédure d’appel mais les peines de Philippe Blanchetier et Pierre Godet sont allégées à deux ans de prison dont dix-huit mois avec sursis, assortis de cinq ans d’inéligibilité. Les deux ans d’interdiction d’activité professionnelle infligés en première instance sont annulés[65].

## Conséquences politiques
Le 27 mai 2014, après les résultats des élections et les dernières révélations dans l'affaire Bygmalion, Jean-François Copé accepte de démissionner devant l'insistance de plusieurs figures de l'UMP (François Fillon, Xavier Bertrand, Nathalie Kosciusko-Morizet, François Baroin) lors d'une réunion à huis clos du bureau politique du parti jugée « explosive » par les médias. Sa démission sera effective le 15 juin suivant. En attendant la tenue d'un congrès extraordinaire en octobre 2014, il sera remplacé par une direction collégiale transitoire, composée des anciens Premiers ministres François Fillon, Alain Juppé et Jean-Pierre Raffarin,. Deux jours avant sa prise de fonction, Luc Chatel est adjoint à cette direction collégiale en tant que secrétaire général.
Le 18 juin, au lendemain de la garde à vue de Jérôme Lavrilleux, Bernard Debré estime qu'il « faut aller jusqu'au bout des révélations et au bout des enquêtes » et considère que s'il est vrai que Nicolas Sarkozy était au courant, il « ne peut pas se présenter aux primaires ». Xavier Bertrand pour sa part exhorte Nicolas Sarkozy à donner « sa version » des faits. Il « pense qu'il est nécessaire que l'ancien président s'exprime maintenant sur cette affaire ». « Tous les protagonistes, à quelque niveau que ce soit, doivent répondre de ce qui s'est passé, sans exception ». Dans un article daté du même jour, Le Figaro reproduit un SMS de Jérôme Lavrilleux, remontant à 2012, indiquant que Jean-François Copé et Nicolas Sarkozy auraient bien été informés des dépenses excessives liées à la campagne présidentielle de 2012,.
Le 24 juin 2014, une procédure d'exclusion de l'UMP est enclenchée à l'encontre de Jérôme Lavrilleux à cause de son rôle dans l'affaire Bygmalion. En attendant la décision, Jérôme Lavrilleux est suspendu de l'UMP.
Le 13 novembre 2014, sur France 2, Nicolas Sarkozy se dit « déterminé à connaître la vérité » mais il reconnaît qu'il y a bien eu une « combine ». Il tente alors de dissuader Thierry Tidona, militant UMP partie civile dans l'affaire Bygmalion, de poser une question publique sur l'affaire, en lui offrant un poste.
D'après l'émission Complément d'enquête, deux notes ont été adressées plusieurs semaines avant le premier tour à Nicolas Sarkozy, pour l'avertir que les comptes prévisionnels de sa campagne électorale étaient « dans le rouge ». Son directeur de campagne, Guillaume Lambert, a déclaré aux policiers qu'il avait informé Nicolas Sarkozy d'une note de l'expert-comptable pointant un risque de dépassement du plafond des dépenses de campagne et interdisant toute dépense supplémentaire. Entendu par les enquêteurs en septembre 2015, Nicolas Sarkozy avait assuré ne pas se souvenir de cette note et avait relativisé le coût que pouvaient engendrer les événements ajoutés, déclarant que « l'argument d'une campagne qui dérape est une farce ».

## Autres affaires concernant Bygmalion

### Favoritisme dans des contrats passés avec France Télévisions
À la suite d'une plainte du syndicat SNPCA-CGC pour « favoritisme et prise illégale d'intérêt », une information judiciaire est menée par le juge Renaud Van Ruymbeke sur de gros contrats accordés par France Télévisions à la société de communication Bygmalion. Elle conduit à la mise en examen de Bastien Millot, un proche de Jean-François Copé, cofondateur en 2008 de la société Bygmalion avec Guy Alves. Camille Pascal, ancien secrétaire général de France Télévision avant de devenir l’une des plumes de Nicolas Sarkozy à l’Élysée, est aussi mis en examen. En avril 2014, Patrick de Carolis, patron du groupe France Télévision au moment des faits, est à son tour mis en examen pour « favoritisme ». Les conditions d'obtention de gros contrats accordés par le groupe d'audiovisuel à la société de communication Bygmalion intriguent les enquêteurs. En effet, « juste avant de lancer Bygmalion, Bastien Millot occupait le poste de numéro trois du groupe audiovisuel public, où il avait été recruté en 2005 par Patrick de Carolis ». De plus, en 2008, il a bénéficié d'un congé sabbatique suivi d'un congé pour création d'entreprise, afin de fonder cette société, qui a bénéficié de ces contrats. Dès sa création, Bygmalion « se met aussitôt en affaire avec France Télévisions », pour des prestations au contenu flou, « qui seront ensuite contractualisées mais sans appel d’offres. Au total, Bygmalion touchera 1,2 million d’euros du groupe public jusqu’en 2013 ».
Le 19 janvier 2017, le tribunal correctionnel de Paris condamne Patrick de Carolis et Bastien Millot à cinq mois d’emprisonnement avec sursis chacun pour avoir passé des contrats entachés de favoritisme, et à des amendes (de 25 000 euros pour Patrick de Carolis et de 75 000 euros euros pour Bastien Millot), ainsi qu’à indemniser les syndicats qui s’étaient constitués parties civiles. Camille Pascal et Bygmalion sont également condamnés.

### Collectivités territoriales
À la suite d'une plainte déposée en 2012 par l'association Anticor, la police judiciaire de Nice mène une enquête au sujet des conditions de l'attribution de marchés à Bygmalion par différentes communes des Alpes-Maritimes. La plainte porte « notamment sur des sondages et analyses de sondages facturés aux sociétés Bygmalion et à la société d'un vice-président de l'UMP Guillaume Peltier (Com1+), notamment par la ville de Menton (Alpes-Maritimes), sans qu'il y ait eu appel d'offres. » Le 3 juin 2014, une perquisition a lieu au domicile de Guillaume Peltier, à Neung-sur-Beuvron (Loir-et-Cher).
Par ailleurs, pour la mairie de Saint-Maur-des-Fossés en région Île-de-France, il s'agit de prestations non réalisées mais payées. Entre décembre 2009 et décembre 2012, la société aurait signé plusieurs contrats avec la mairie de Saint-Maur-des-Fossés pour un montant de 330 000 euros. D'après L'Express, 250 000 euros de prestations n'auraient pas été exécutées par la société. Le parquet de Créteil a ouvert une enquête préliminaire en 2013.
Le 26 juillet 2016, une plainte contre X a été adressée au Procureur de la République de Pontoise par l'association de défense des contribuables de Soisy-sous-Montmorency. La police judiciaire de Versailles enquête sur un supposé favoritisme et saucissonnage dans l'attribution du marché public avec Bygmalion et sa filiale Idéepole conclu entre 2006 et 2014 pour des sommes allant de 30 000  à   35 000 euros de prestations par an ,,. Le 5 octobre 2020, Luc Strehaiano, le Maire de Soisy sera jugé devant le Tribunal Judiciaire de Pontoise pour favoritisme et saucissonnage dans le cadre de ce marché public avec Bygmalion. Il a plaidé coupable dans ce dossier et est jugé dans le cadre d'une procédure de comparution sur reconnaissance préalable de culpabilité,.

### Groupe parlementaire UMP à l'Assemblée nationale
De nouveaux soupçons de surfacturation font surface le 25 juin 2014, avec un article du Canard enchaîné qui révèle que, dès 2010, certaines prestations furent facturées par Bygmalion à l'UMP et à son groupe parlementaire « 700 fois le prix habituellement demandé par d'autres entreprises ». L'hébergement mensuel du site a coûté 3 588 euros/mois en 2011 et jusqu'à plus de 22 000 euros pour le mois de novembre, une prestation qui d'ordinaire ne coûte que 5  à   21 euros, soit « 250  à   1 000 fois moins cher »[réf. obsolète]. En 2010, Bygmalion a facturé 638 038,10 euros pour le site internet des députés UMP, une prestation qui d'ordinaire coûte aux alentours de 3 000 euros/an[réf. obsolète]. La lettre d'information du groupe UMP (trois paragraphes de texte, une photo et quelques extraits de discours), envoyée aux députés du parti, fut facturée 172 415,36 euros. Autre exemple, en 2010 le parti a déboursé 232 598,08 euros pour la création de plusieurs « minisites » internet, en réalité « de simples pages d'accueil squelettiques ». Enfin, plusieurs personnalités de l'UMP furent rémunérées par Bygmalion, dont Guillaume Peltier et Geoffroy Didier.